# ماريو بيتا
ماريو بيتا (بالإسبانية: Mario Beata) هو لاعب كرة قدم هندوراسي، ولد في 17 أكتوبر 1974 في بورتو كورتيس في هندوراس. شارك مع منتخب هندوراس لكرة القدم. أما مع النوادي، فقد لعب مع نادي بلاتنسي ونادي ماراثون.

## وصلات خارجية
- ماريو بيتا على موقع الاتحاد الدولي (مؤرشف)  (الإنجليزية)
- ماريو بيتا على موقع إي إس بي إن إف سي (الإنجليزية)
- ماريو بيتا على موقع قاعدة بيانات كرة القدم.إي يو (الإنجليزية)
- ماريو بيتا على موقع ناشيونال فوتبول تيمز (الإنجليزية)